# 364 Dywizja Piechoty (III Rzesza)
364 Dywizja Piechoty (niem. 364. Infanterie-Division) – niemiecka dywizja z czasów II wojny światowej, sformowana na mocy rozkazu z listopada 1943 roku, w 21. fali mobilizacyjnej przez V Okręg Wojskowy.
Dywizję zorganizowano na bazie niedobitków 355 Dywizji Piechoty rozbitej w ZSRR. Rozwiązano ją 22 stycznia 1944 r. a żołnierzy włączono do 77 Dywizji Piechoty.

## Struktura organizacyjna
- Struktura organizacyjna w listopadzie 1943 roku:

971., 972., 973. pułk grenadierów, 364. pułk artylerii, 364. batalion pionierów, 364. dywizyjny batalion fizylierów, 364. oddział przeciwpancerny, 364. oddział łączności, 364. polowy batalion zapasowy;

## Dowódca dywizji
- Generalleutnant Walter Poppe 15.XII.1943 – 21.I.1944;